# Ludwig Brunier
Ludwig Brunier (* 20. Oktober 1825 in Schwerin; † 18. Januar 1905 in Lübeck) war ein deutscher Schriftsteller und Literaturkritiker.

## Leben
Ludwig Brunier entstammte einer französischen Familie aus der Dauphiné, die sich im 18. Jahrhundert in Deutschland sesshaft machte. Er studiert an der Universität Berlin und wurde zum Dr. phil. promoviert. Nach dem Studium lebte er zunächst im Baltikum und arbeitete nach seiner Rückkehr als Privatgelehrter und Schriftsteller in Lübeck. In seinem schriftstellerischen Werk ragen die Frauenbiographien heraus.

## Schriften
- Klopstock und Meta, Perthes, Besser & Mauke, Hamburg 1860
- Friedrich Ludwig Schröder: ein Künstler- und Lebensbild, Leipzig 1864
- Kurland: Schilderungen von Land und Leuten, H. Matthes, 1868
- Louise. Eine deutsche Königin, 1871
- Eine mecklenburgische Fürstentochter: (Helena, Herzogin von Orléans), 1872
- Deutschland und Frankreich von Ludwig Brunier, Verlag von J. Kühtmann’s Buchhandlung, 1873
- Elisa von der Recke, Bremen 1873
- Ein edles Frauenbild: Julie Récamier, G. Heckenast, Pressburg 1875
- Caroline Bauer (Gräfin Broel-Plater) : Ein Lebensbild aus ihren Briefen, Kühtmann, Bremen 1879
- Marie Antoinette. Königin von Frankreich und Navarra: ein fürstliches Charakterbild, 3 Bände, 1903–1905